# تاورا
تاورا (به فرانسوی: Tavera) یک کمون در فرانسه است که در Canton of Celavo-Mezzana واقع شده‌است.

## خصوصیات
تاورا ۳۲٫۴۳ کیلومترمربع مساحت و ۳۸۹ نفر جمعیت دارد و ۴۶۵ متر بالاتر از سطح دریا واقع شده‌است.